# جورج غان (سياسي)
جورج غان هو سياسي كندي، ولد في 1833، وتوفي عام 1901م.